# Linia kolejowa Durrës – Tirana
Linia kolejowa Durrës – Tirana – jedna z linii kolejowych w Albanii, łącząca ze sobą dwa największe miasta w tym kraju: stolicę – miasto Tirana oraz miasto portowe – Durrës. Linia jest obsługiwana przez narodowego przewoźnika kolejowego Albanii – firmę Hekurudha Shqiptare.

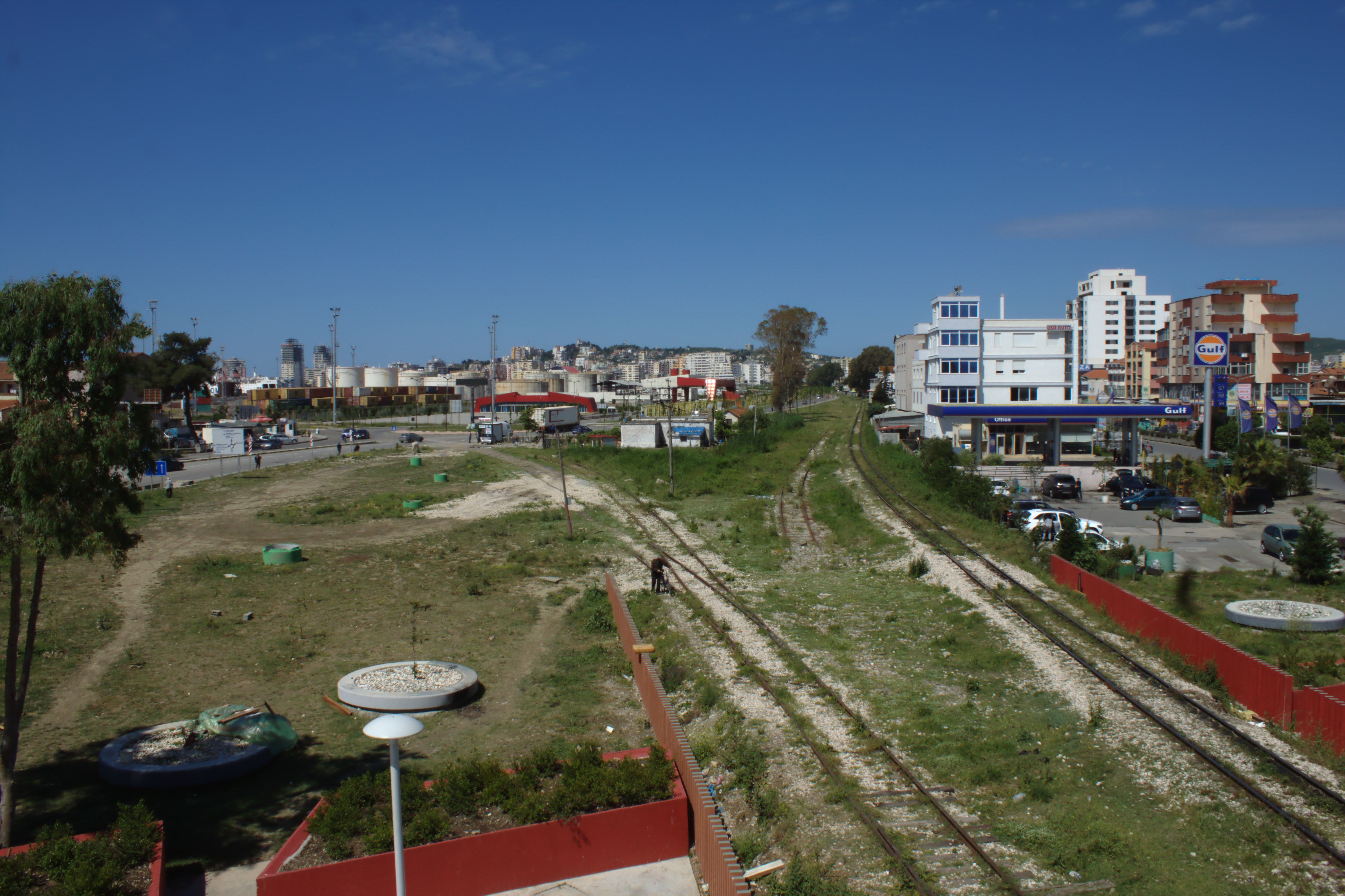
Stan linii w Durrës

Część linii Durrës – Tirana została rozebrana, a pozostała większość jest w złym stanie technicznym. Stacja końcowa w Tiranie została w 2013 roku zrównana z ziemią, a w jej miejscu powstała wielopasmowa droga, w związku z czym pociągi dojeżdżają tylko do przedostatniej stacji Kashar (zob. przebieg trasy). Linia nigdy nie została zelektryfikowana, nie jest wyposażona w semafory, a zwrotnice i nieliczne rogatki obsługiwane są ręcznie. Maksymalna prędkość z jaką poruszają się tu pociągi wynosi poniżej 60 km/h.
Linia obsługiwana jest przez ponad 40-letnie lokomotywy spalinowe czechosłowackiej produkcji, do których przyłączane są zazwyczaj dwa wagony pasażerskie.

## Planowane inwestycje
Na linii Durrës – Tirana, jak i w całych kolejach albańskich, od czasu do czasu pojawiają się propozycje inwestycji, mających na celu ratowanie części systemu tych kolei. Inwestycje mają być finansowane między innymi przez Fundusz Inwestycyjny Bałkanów Zachodnich, Europejski Bank Odbudowy i Rozwoju oraz rząd Albanii. Planowano między innymi:
- rozbudowę stacji w Vorë, która miałaby umożliwić umiejscowienie w tej lokalizacji intermodalnego dworca przesiadkowego obsługującego całą Albanię[3];
- budowę nowego odcinka linii kolejowej na trasie Vorë – lotnisko Rinas w Tiranie[1][3];
- odbudowę odcinka prowadzącego z Kasharu do centrum stolicy[3];
- przedłużenie trasy do granicy z Macedonią (na wschodzie)[1];
- remont fragmentu Vora – Durrës, mający na celu umożliwienie szybszego poruszania się pociągów na tym odcinku[1] (nawet do 100 km/h[4]).

Do tej pory jednak żadne inwestycje nie doszły do skutku.